# スパッスク＝ダリニー
座標: 北緯44度36分 東経132度49分 / 北緯44.600度 東経132.817度

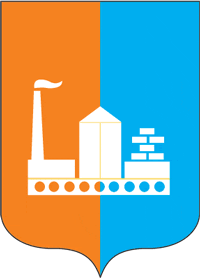
スパッスク＝ダーリニーの市章

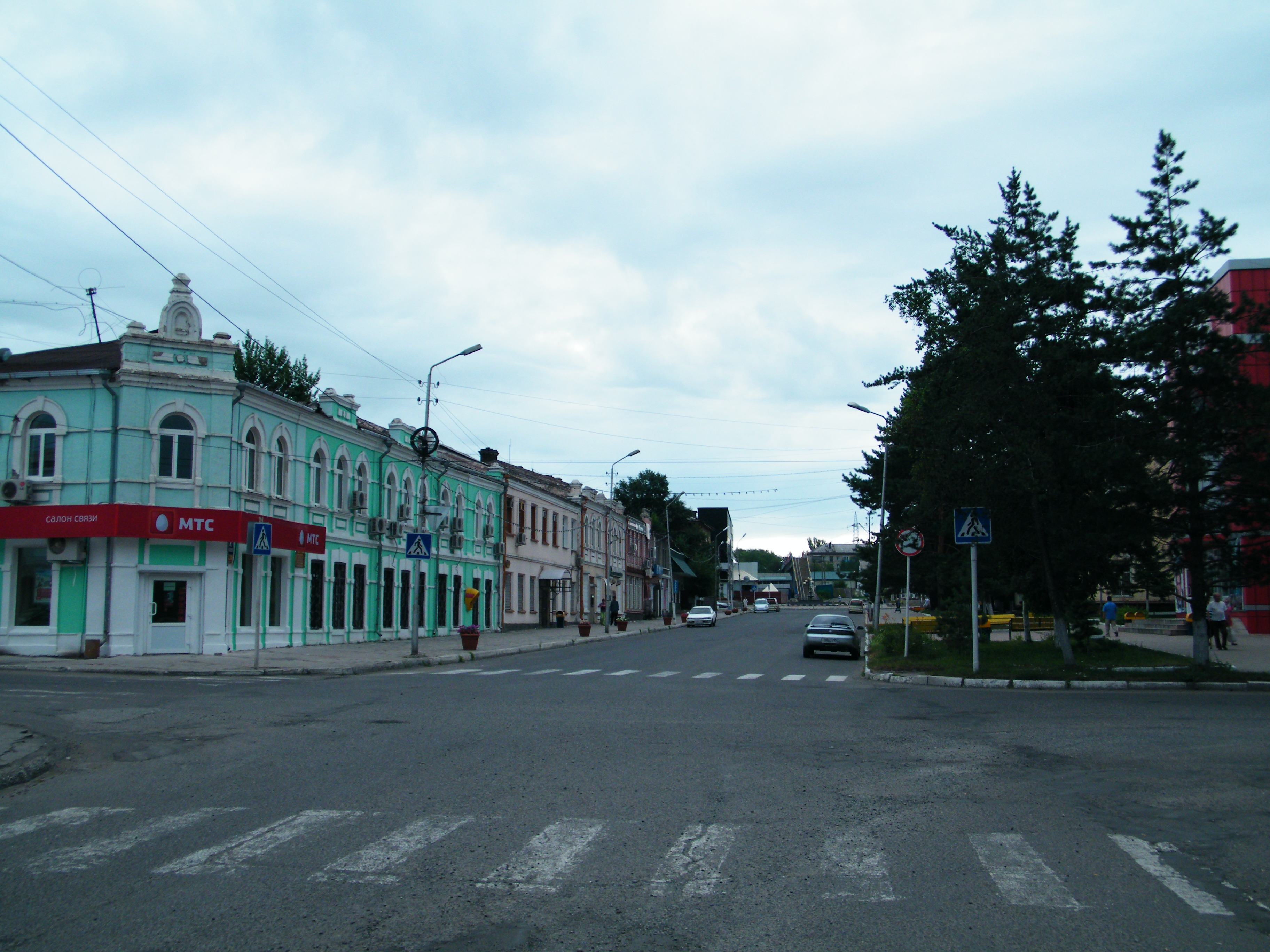
スパッスク＝ダリニー

スパッスク＝ダリニー（スパスク＝ダリニー、スパッスク＝ダーリニー、露: Спасск-Да́льний、英: Spassk-Dalny）は、ロシア極東部・沿海地方の内陸部にある都市。人口は3万5732人（2021年）。
中露国境のハンカ湖東岸の、ハンカ湖沿岸平野（プリハンカイスカヤ平野）に位置する。周囲は平坦で、150mから220m程度の高さの小高い丘が散在する程度である。市域を貫いてスパッソフカ川とクレショフカ川が流れ、20kmほど北西でハンカ湖に注ぐ。
ウラジオストクからは北へ200km。シベリア鉄道の沿線にあり、ウラジオストクからハバロフスクを経てモスクワに至る列車がスパッスク＝ダリニー駅に停車する。モスクワの終着駅までの距離は9,048km。シベリア横断道路の一部をなす、ウラジオストクからハバロフスクを結ぶM60幹線道路「ウスーリ」も通っている。

## 歴史
ヨーロッパ・ロシアからの入植者がハンカ湖東岸のこの地に入植し、スパッスコエ（「救世主の」を意味する）の集落を築いたのは1885年のことであった。1897年にシベリア鉄道の東端部のウスリー鉄道が開通し、1906年にスパッスコエ近くのイェフゲニェフカに駅が開業すると、駅周辺は周囲の物資の集散地として重要になった。1917年にはスパッスコエは市の地位を与えられ、スパッスクと改名した。革命後のロシア内戦期にはスパッスク周辺は赤軍と白軍の激しい戦闘の舞台になった。『野こえ山をこえ』（『プリアムールのパルチザンの歌』、По долинам и по взгорьям）にもスパッスクの地名が歌われている。
1926年にはスパッスクはイェフゲニェフカを合併し、スパッスク＝ダリニーと改名した。地名に、極東にあることを意味する「ダリニー」（「遠方の」）を付けたのは、ソ連国内の他のスパッスク（ペンザ州のスパッスク、リャザン州のスパッスク＝リャザンスキーなど）と区別するためであった。

## 産業
スパッスク＝ダリニーは、石灰岩や粘土や建設用の骨材として使う砂などの資源に恵まれているため、昔から建設用資材の製造が盛んであった。市内の最大の企業は年間350万トンのセメントを生産するJSCスパッスクツェメント社で、1907年から操業しており、セメント工場はハスの花とともに市章にも描かれている。また、スパッスク＝ダリニー周辺のスパッスキー地区は、ハンカ湖沿岸平野の農業に適した気候もあって、野菜や果物などを多数栽培している。

## 気候
ケッペンの気候区分では亜寒帯冬季少雨気候であり、大陸性の気候である。冬は寒冷で、1月は最高気温が-10℃以下の日が続く。夏は比較的高温多湿で、降水量も多く最高気温も25度を超える日が多い。
| スパッスク＝ダリニーの気候 | スパッスク＝ダリニーの気候 | スパッスク＝ダリニーの気候 | スパッスク＝ダリニーの気候 | スパッスク＝ダリニーの気候 | スパッスク＝ダリニーの気候 | スパッスク＝ダリニーの気候 | スパッスク＝ダリニーの気候 | スパッスク＝ダリニーの気候 | スパッスク＝ダリニーの気候 | スパッスク＝ダリニーの気候 | スパッスク＝ダリニーの気候 | スパッスク＝ダリニーの気候 | スパッスク＝ダリニーの気候 |
| 月                         | 1月                        | 2月                        | 3月                        | 4月                        | 5月                        | 6月                        | 7月                        | 8月                        | 9月                        | 10月                       | 11月                       | 12月                       | 年                         |
| -------------------------- | -------------------------- | -------------------------- | -------------------------- | -------------------------- | -------------------------- | -------------------------- | -------------------------- | -------------------------- | -------------------------- | -------------------------- | -------------------------- | -------------------------- | -------------------------- |
| 最高気温記録 °C （°F）     | 8.0 (46.4)                 | 12.2 (54)                  | 20.0 (68)                  | 30.7 (87.3)                | 32.6 (90.7)                | 35.5 (95.9)                | 37.0 (98.6)                | 36.6 (97.9)                | 32.1 (89.8)                | 27.2 (81)                  | 21.4 (70.5)                | 10.4 (50.7)                | 37.0 (98.6)                |
| 平均最高気温 °C （°F）     | −11.4 (11.5)               | −7.0 (19.4)                | 1.1 (34)                   | 10.9 (51.6)                | 18.1 (64.6)                | 22.4 (72.3)                | 25.6 (78.1)                | 25.3 (77.5)                | 20.4 (68.7)                | 12.4 (54.3)                | 1.3 (34.3)                 | −8.3 (17.1)                | 9.3 (48.7)                 |
| 日平均気温 °C （°F）       | −16.6 (2.1)                | −12.3 (9.9)                | −3.7 (25.3)                | 5.3 (41.5)                 | 12.4 (54.3)                | 17.1 (62.8)                | 20.8 (69.4)                | 20.9 (69.6)                | 15.2 (59.4)                | 7.0 (44.6)                 | −3.8 (25.2)                | −13.3 (8.1)                | 4.1 (39.4)                 |
| 平均最低気温 °C （°F）     | −22.9 (−9.2)               | −19.1 (−2.4)               | −9.8 (14.4)                | −0.1 (31.8)                | 6.5 (43.7)                 | 12.0 (53.6)                | 16.4 (61.5)                | 16.5 (61.7)                | 9.2 (48.6)                 | 0.7 (33.3)                 | −9.5 (14.9)                | −19.1 (−2.4)               | −1.6 (29.1)                |
| 最低気温記録 °C （°F）     | −37.2 (−35)                | −36.8 (−34.2)              | −27.8 (−18)                | −12.2 (10)                 | −5.9 (21.4)                | 2.0 (35.6)                 | 5.0 (41)                   | 6.3 (43.3)                 | −2.8 (27)                  | −13.1 (8.4)                | −27.3 (−17.1)              | −36.1 (−33)                | −37.2 (−35)                |
| 降水量 mm （inch）         | 19.6 (0.772)               | 10.4 (0.409)               | 27.7 (1.091)               | 37.1 (1.461)               | 68.8 (2.709)               | 94.0 (3.701)               | 93.2 (3.669)               | 101.0 (3.976)              | 71.8 (2.827)               | 36.0 (1.417)               | 18.2 (0.717)               | 12.7 (0.5)                 | 590.5 (23.248)             |
| % 湿度                     | 74                         | 69                         | 68                         | 69                         | 73                         | 79                         | 84                         | 82                         | 75                         | 68                         | 66                         | 70                         | 73                         |
| 出典：                     |                            |                            |                            |                            |                            |                            |                            |                            |                            |                            |                            |                            |                            |

## 文化
周囲には20以上の歴史記念物があるが、その半分以上はロシア内戦期に活動した赤軍パルチザンを記念するものである。第二次世界大戦に関係する記念碑もある。
市内には19世紀末から20世紀初頭の建物も残る。鉄道駅、1907年に作られた聖堂、1908年に建てられた貿易会社の建物、1915年に建てられた師範学校などがその代表的なものである。スパッスク＝ダリニーの歴史博物館は沿海州の自然史に焦点を当てている。

## 人口推移
人口は1989年ソ連国勢調査では6万60人であった。2002年国勢調査で5万1691人。2009年には4万5402人と減少傾向にある。